# Schleinitz (Hohe Tauern)
Pour les articles homonymes, voir Schleinitz.
La Schleinitz est une montagne qui s’élève à 2 904 m d’altitude dans les Hohe Tauern, en Autriche.